# Versnetze
Versnetze ist der Titel einer jährlich von Axel Kutsch edierten Anthologie für zeitgenössische Gedichte im deutschen Sprachraum.

## Geschichte
Die erste Anthologie Die frühen 80er, die außer Lyrik auch Prosa enthielt, erschien 1983 in der Autoreninitiative Köln. Bis 1993 erschienen dort weitere Lyrikanthologien, die von Axel Kutsch und gelegentlichen Mitherausgebern betreut wurden. Zacken im Gemüt. Deutschsprachige Lyrik der 90er Jahre leitete die Zusammenarbeit mit dem später in Verlag Ralf Liebe umbenannten Verlag Landpresse ein. Seit 2008 firmieren die Sammelbände unter dem festen Titel Versnetze. 2013 erschien Versnetze_sechs mit neuer Lyrik, die – wie die vorherigen und späteren Anthologien – nicht nur in den Zentren, sondern auch im Hinterland immer wieder vitale Impulse von Schriftstellern aller Altersstufen erhält.

## Konzeption
Ziel der Anthologien, die Kutsch gelegentlich auch thematisch bzw. als Überblick über die gesamte deutschsprachige Lyrik von den Anfängen bis zur Gegenwart oder eine Epoche anlegt, ist es, die Entwicklung des zeitgenössischen deutschsprachigen Gedichts in seiner Breite zu dokumentieren. In den jeweils rund 200 bis 300 Seiten umfassenden Ausgaben sind in der Regel ca. 150 bis 200 Autoren aus dem ganzen deutschen Sprachraum vertreten, darunter Achim Amme, Jochen Arlt, Jürgen Becker, Hans Bender, Theo Breuer, Safiye Can, Ulrike Draesner, Robert Gernhardt, Anke Glasmacher, Durs Grünbein, Ulla Hahn, Anton G. Leitner, Friederike Mayröcker, Rolf Persch, Gerhard Rühm, Sabine Schiffner, Martin Walser, Andrascz Weigoni, Uljana Wolf, Gerrit Wustmann. Axel Kutsch legt großen Wert darauf, eine Übersicht über Inhalte, Formen und Schreibweisen  der facettenreichen aktuellen deutschsprachigen Lyrik quer durch die Generationen und Regionen zu vermitteln.
Bezogen auf die Stil-Vielfalt der Beiträge schreibt er: Die Phasen grundsätzlicher innovativer Neuerungen sind zwar mit dem Ausklingen der Moderne weitgehend abgeebbt, aber in den ›Versnetzen‹ kann man sich davon überzeugen, dass zahlreiche Lyriker der Gegenwart sich erfolgreich darum bemühen, ihre Diktion durch ›kleine Verschiebungen‹ (Ernst Jandl) aus der Klammer literarischer Einflüsse zu lösen und individuelle poetische Akzente zu setzen, so dass es eher angebracht ist, von einem neuen Pluralismus statt von Stillosigkeit zu sprechen.

## Die Editionen von 1983 bis 2022
- Versnetze_eins – Versnetze_15. Deutschsprachige Lyrik der Gegenwart · 2008 – 2022.
- Fährten des Grauens. Deutschsprachige Grusel- und Horrorgedichte . 2021.
- An Deutschland gedacht. Lyrik zur Lage des Landes · 2009.
- 47 & 11. Echt kölnisch Lyrik · 2006.
- Spurensicherung. Justiz- und Kriminalgedichte · mit Amir Shaheen · 2005.
- Lunas kleine Weltrunde. Das Mondkarussell der Poesie · 2003.
- Zeit. Wort. Deutschsprachige Lyrik der Gegenwart · 2003.
- Städte. Verse. Deutschsprachige Großstadtlyrik der Gegenwart · 2002.
- Blitzlicht. Deutschsprachige Kurzlyrik aus 1100 Jahren · 2001.
- Unterwegs ins Offene. Erste Gedichte aus einem neuen Jahrtausend mit deren Entstehungsgeschichten · mit Anton G. Leitner · 2000.
- Der parodierte Goethe. Neue Texte zu alten Gedichten · 1999.
- Reißt die Kreuze aus der Erden! Lyrik in den Zeiten der Revolution von 1848 · 1998.
- Das große Buch der kleinen Gedichte. Deutschsprachige Kurzlyrik der Gegenwart · 1998.
- Orte. Ansichten. Deutschsprachige Lyrik der Gegenwart · 1997.
- Jahrhundertwende. Deutschsprachige Lyrik der Gegenwart · 1996.
- Der Mond ist aufgegangen. Deutschsprachige Mondlyrik vom Barock bis zur Gegenwart · 1995.
- Zacken im Gemüt. Deutschsprachige Lyrik der 90er Jahre · 1994.
- Zehn. Neue Gedichte deutschsprachiger Autor(inn)en · 1993.
- Wortnetze III. Neue deutschsprachige Lyrik · 1991.
- Wortnetze II. Neue deutschsprachige Lyrik · 1990.
- Wortnetze I. Neue deutschsprachige Lyrik · mit Michael Rupprecht · 1988.
- Lyrik 87 · 1987.
- Ortsangaben. Lyrik · 1987.
- Gegenwind. Neue Gedichte deutschsprachiger Autoren · 1985.
- Lebenszeichen 84. Lyrik · 1984.
- Keine Zeit für Lyrik? · 1984.
- Die frühen 80er. Lyrik und Prosa · 1983.